# Tauberbrücke Tauberrettersheim

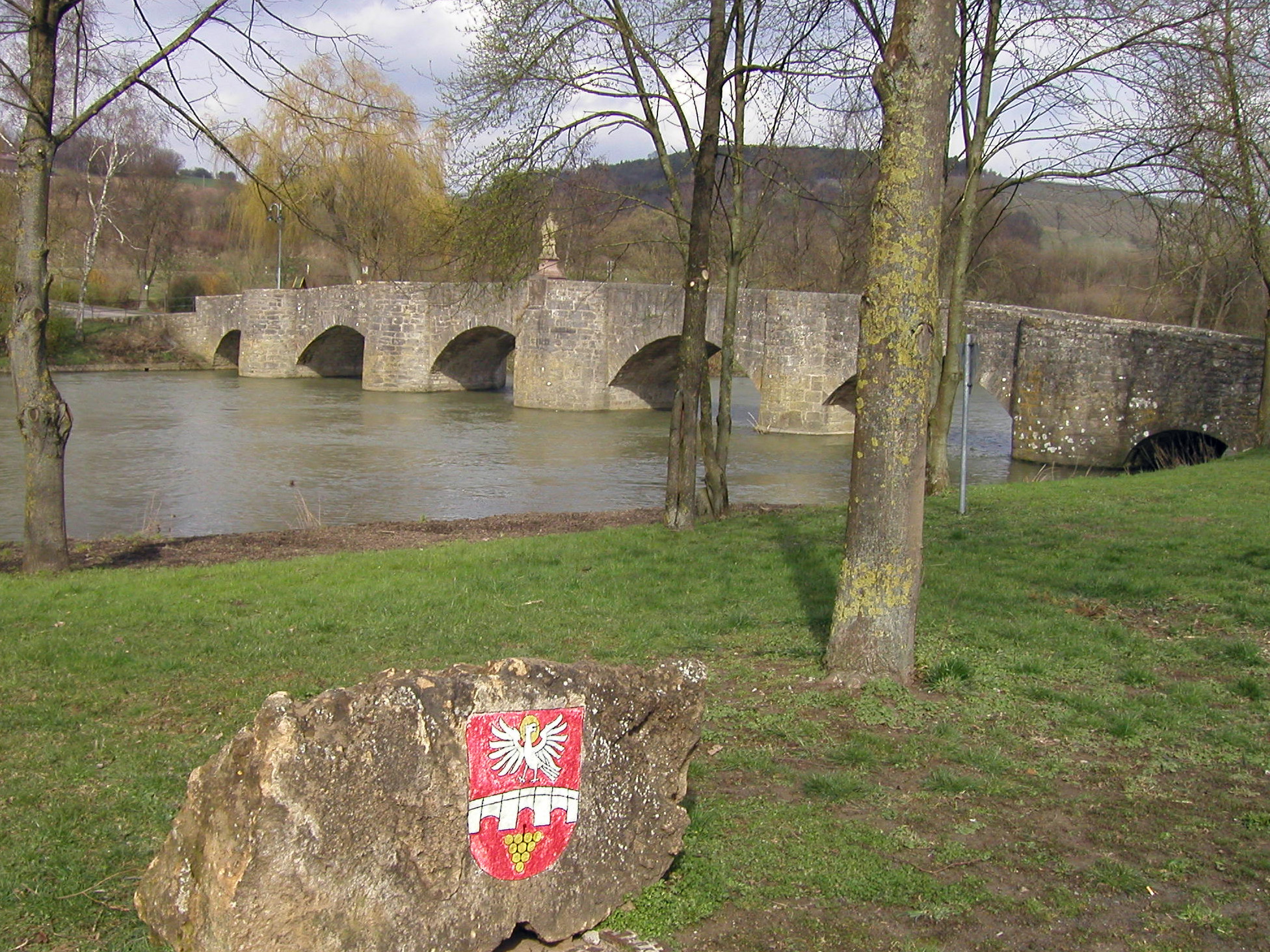
Tauberbrücke Tauberrettersheim

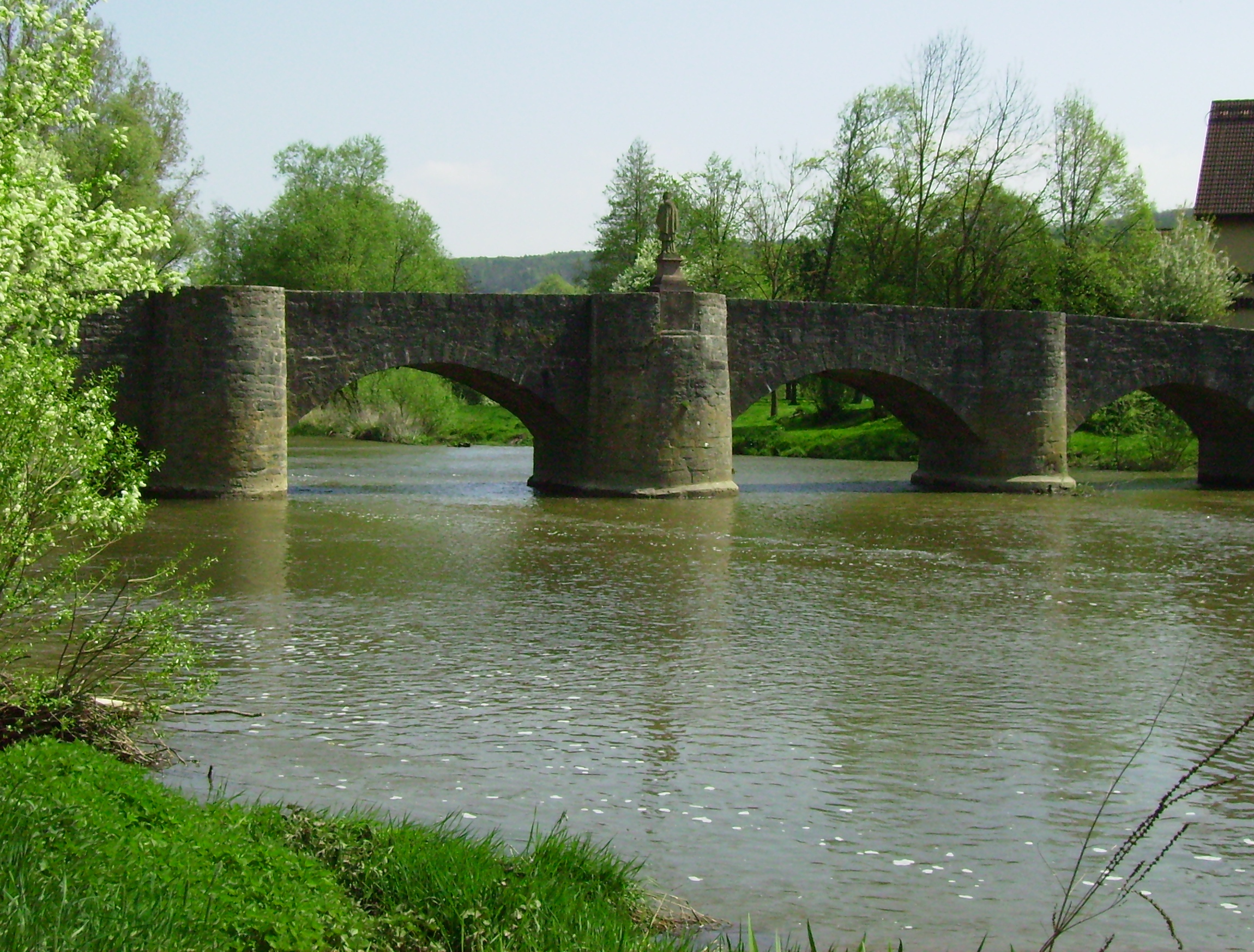
Tauberbrücke

Die Tauberbrücke Tauberrettersheim ist eine Bogenbrücke, die in Tauberrettersheim die Tauber überspannt. Die Straßenbrücke liegt im Verlauf der Brunnenstraße und verbindet den Ortskern mit der Staatsstraße 2269.

## Geschichte
Schon im Jahr 1716 entstand im Verlauf der Verkehrsstraße zwischen Röttingen und Weikersheim bei Tauberrettersheim eine Holzbrücke über die Tauber. Diese wurde am 29. September 1732 durch ein Hochwasser zerstört. Im Sommer 1733 folgte der Wiederaufbau, diesmal als massive Natursteinbrücke mit sechs Bögen nach einem Entwurf von Balthasar Neumann, der dazu von der Würzburger Hofkammer des Fürstbischofs Friedrich Karl von Schönborn-Buchheim beauftragt wurde. Über dem mittleren Brückenpfeiler wurde auf der Unterstromseite in einer Pfeilerkanzel mit Blickrichtung Oberstrom eine Statue des Brückenschutzpatrons Nepomuk aufgestellt, die schon 1716 auf der Brücke stand. Die heutige Figur ist eine Kopie davon.
Nach dem Ausbau der Straße nach Schäftersheim am rechten Tauberufer in den Jahren 1841/42 verlor das Bauwerk seine Bedeutung für den überregionalen Verkehr. Im Zweiten Weltkrieg, am 6. April 1945, zerstörte eine Sprengung  deutscher Truppen die beiden mittleren Bögen, bis 1947 war das Bauwerk wiederhergestellt. In den Jahren 1979 bis 1981 folgte für 1,5 Millionen DM eine umfangreiche Instandsetzung.

Gemeindewappen

Die große Bedeutung der steinernen Brücke für Tauberrettersheim verdeutlicht die Aufnahme des Brückenabbildes in das Gemeindewappen.
Die Brücke ist in der Bayerischen Denkmalliste eingetragen.

## Bauwerk
Die rund 54 Meter lange Bogenbrücke liegt in Süd-Nord-Richtung und weist sechs Kreissegmentbogen mit jeweils rund 120 Grad Öffnungswinkel und Radien von etwa 2,00 Meter bis 5,80 Meter auf. Im Kämpfer sind die Bögen zirka 0,9 Meter dick, bei lichten Weiten von 3,47 Meter, 6,94 Meter, 8,47 Meter, 8,32 Meter, 7,40 Meter und 4,64 Meter. Die Pfeilerbreite schwankt zwischen 3,3 Meter am ersten und 2,2 Meter am zweiten Pfeiler. Die Höhe der Brücke beträgt in der Mitte maximal 5 Meter über der Tauber. Das Bauwerk weist ein hammerrechtes Schichtenmauerwerk ohne Steinschnitt in Muschelkalkstein auf und ist auf dem Geschiebe der Tauber flach gegründet. Die kleinste Fahrbahnbreite beträgt 3,35 Meter am rechten Brückenende. Die gemauerten Brüstungen sind zwischen 70 und 90 Zentimeter hoch und rund 50 Zentimeter breit.